# Nádalmás

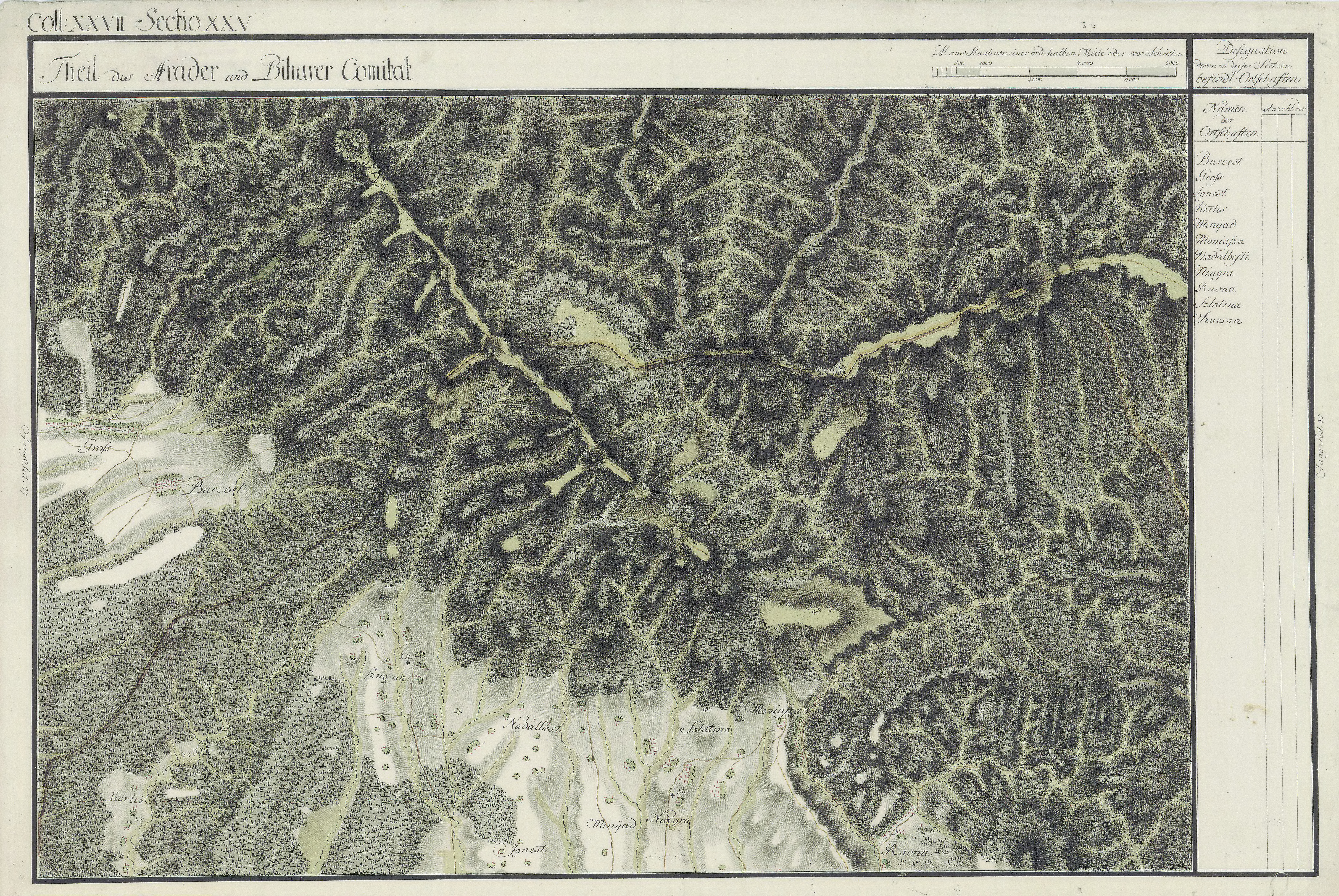
Nádalmás egy régi térképen

Nádalmás (Nădălbești) település Romániában, a Partiumban, Arad megyében.

## Fekvése
Déznától északnyugatra fekvő település.

## Története
Nádalmás, Nadalbalfalva  nevét 1553–1551 közt említette először oklevél Nadalbalfalva néven. 1619-ben Nadalbest, 1808-ban Nadalbesty, 1888-ban Nadalbest, 1913-ban Nádalmás néven írták.
1851-ben Fényes Elek írta a településről: „Nadalbest, Arad vármegyében, 314 óhitű lakossal...”
1910-ben 358 lakosából 357 román, és valamennyi görögkeleti ortodox volt.
A trianoni békeszerződés előtt Arad vármegye Borossebesi járásához tartozott.